# Гумелиус, София
София Ловиса Гумелиус (швед. Sofia Lovisa Gumaelius; 8 декабря 1840, Эребру — 23 января 1925, Стокгольм) — шведская предринимательница и суфражистка.

## Биография
София Гумелиус была дочерью Отто Йоэля Гумелиуса, основателя газеты «Nerikes Allehanda». В июле 1877 года она основала рекламное агентство «Nya annonsbyrån, landsortspressens egen annonsförmedlare», обычно называемое «Gumaelius Annonsbyrå» или «Gumaelius». Оно стало известно как одно из старейших рекламных и коммуникационных предприятий в мире.
В 1877 году София Гумелиус сняла две комнаты в Старом городе Стокгольма, предназначенные для временного офиса. Она одолжила часть денег у своего брата Арвида Гумелиуса и начала свое дело самостоятельно. Через несколько месяцев ей понадобилось нанять людей, и первой сотрудницей стала Агда Уилсон. Компания быстро развивалась, и не прошло и года с начала деятельности, а уже пришлось менять офис на более удобный. В 1908 году её компания возвела новое здание в центре Стокгольма для своего офиса. При жизни Софии Гумелиус отделения её фирмы также были открыты в Лондоне, Осло, Мальмё и Гётеборге.
В 1881 году была зарегистрирована компания «S. Gumaelii Annonsbyrå». В 1883 году София Гумелиус также основала фирму «Gumaelius & Co», занимавшуюся поставками печатных материалов. В 1918 году обе эти компании были объединены в одну под названием «S Gumaelius». В качестве рекламщика она прославилась тем, что решительно выступала за правдивую информацию в рекламе для укрепления доверия между потребителями и продавцами.
Она отличалась от своих конкурентов по рекламному бизнесу на своём раннем этапе деятельности тем, что нанимала иллюстраторов и уделяла особое внимание рекламе с визуальными элементами и лозунгами.
София Гумелиус была социально активной и интересовалась вопросами демократии и бесплатной рекламы. В течение нескольких лет она играла роль казначея Шведской организации за избирательное право женщин и Национальной ассоциации за избирательное право женщин. Она также работала в Шведской ассоциации журналистов (Publicistklubben), членом которой была до своей смерти, и где коллеги её называли «первой дамой прессы».
После своей смерти она была названа одной из величайших предпринимательниц в своей стране. Её дело продолжилось и после её кончины.